# 池田明良
池田 明良（いけだ あきら、1933年11月2日 - 2009年12月31日）は、日本のバリトン歌手、合唱指揮者。

## 経歴
山梨県出身。1960年東京藝術大学卒業。秋元雅一朗、中山悌一の各氏に声楽を、山田一雄、三石精一の各氏に指揮法を師事。東京放送合唱団で1968年まで活動する傍ら、1959年に東京都立新宿高校のOBを母体として「アルベルネユーゲントコール」を創設。各種コンクールの常連として活躍する合唱団に育て上げ、また、数多くの合唱作品の初演を行う。
1962年から1972年まで早稲田大学室内合唱団の指導も行った。
茨城キリスト教大学講師、洗足学園音楽大学講師、都留文科大学講師も務めた。2009年12月31日脳腫瘍のため亡くなった。
全日本合唱コンクール全国大会の審査員も行っている。